# Dark Space -I
Dark Space -I – debiutanckie wydawnictwo szwajcarskiego zespołu blackmetalowego Darkspace wydane dnia 30 maja 2002 roku. Sfinansowane zostało ono w całości przez członków zespołu. Utwór Dark -1.0 zawiera sampel z filmu Mroczne miasto. Demo można pobrać za darmo z oficjalnej strony zespołu.

## Reedycja[3]
6 czerwca 2012 roku ukazała się reedycja dema, zawierająca ponownie nagrane i zmiksowane wersje obu utworów. Ze względu na problemy związane z dystrybucją płyt CD, osoby które zamówiły wydawnictwo na tym nośniku, otrzymały je dopiero w październiku. Takowe problemy nie wystąpiły za to w przypadku winyli, które dotarły do nabywców zgodnie z zapowiedzią.

## Lista utworów
1. "Dark -1.-1" – 13:04 (15:53 na reedycji)
2. "Dark -1.0" – 12:01 (12:05 na reedycji)

## Twórcy
- Wroth - gitara elektryczna, wokale
- Zhaaral - gitara elektryczna, wokale
- Zorgh - gitara basowa, wokale